# Acanthopyrgus
Acanthopyrgus, rod kukaca ravnoktrilaca (Orthoptera) iz porodice Pyrgomorphidae. Postoje dvije žive vrste, od kojih obje žive na Madagaskaru, to su A. longicornis, opisana 1966 i tipična vrsta A. finoti, opisana 1905.
Godine 1967. opisana je i fosilna vrsta A. yukonensis s kanadskih planina Mackenzie na lokalitetima u Britanskoj Kolumbiji, Sjeverozapadnom teritoriju i Yukonu.